# Joseph Glänz
Joseph Dominik Glänz (* 25. April 1778 in Freiburg im Breisgau; † 10. August 1841 ebenda) war ein deutscher Schreiner und Holzbildhauer, der im Stil der Neugotik arbeitete. Er galt als „der führende Freiburger Holzbildhauer seiner Zeit“.

## Leben und Werk
Glänz war der Sohn des armen Schreinermeisters Joseph Ferdinand Glänz (* 1749). Er besuchte nur kurz die Schule und wurde danach von seinem Vater in dessen Werkstatt ausgebildet und beschäftigt. Dort lernte er nicht nur das Schreinerhandwerk, sondern übte sich auch in Holzschnitzerei und im Zeichnen. So war er bald selbstständig in der Lage beliebige Verzierungen auf dem Reißbrett zu entwerfen und in Holz auszuarbeiten. Bedingt durch die frühe Erkrankung seines Vaters musste Glänz auf Reisen verzichten und stattdessen seine Eltern unterhalten. Im Ersten Koalitionskrieg wurde er 1794 zum Landsturm eingezogen und kämpfte 1796 bei Wagenstadt gegen die Franzosen. Nach deren Rückzug war er erneut in der väterlichen Werkstatt tätig und führte diese bald auf eigene Rechnung. 1803 wurde er von der Bauleutezunft „Zum Mond“ als Schreinermeister aufgenommen. Da Glänz Reisen noch immer versagt blieben, studierte er in seiner knappen Freizeit das Freiburger Münster mit all seinen Einzelheiten. Besondere Aufmerksamkeit schenkte er dabei den Holzschnittarbeiten von Künstlern wie Hans Wydyz, Sixt von Staufen und dem Meister HL. Im Jahr 1808 heiratete Glänz Rosa Seger aus Umkirch. Nach einiger Zeit wurde Glänz bei Bauunternehmungen zu Rate gezogen, wo er neben architektonischer auch künstlerische Beratung lieferte.
Glänz betätigte sich in seiner Freizeit zudem als Erfinder und fertigte eine Spuhl- und eine Zwirnmaschine, die aber mangels finanzieller Mittel und Unterstützer nie über den Prototypenstatus hinaus gebaut wurde.
Nachdem im Jahr 1819 eine „Verschönerungskommission“ mit der Überarbeitung der Inneneinrichtung des Freiburger Münsters im Sinne der Neugotik betraut worden war, sollten unter anderem sämtliche Altäre ausgewechselt werden. Neben vielen anderen Malern und Bildhauern, die sich um die Arbeiten bewarben, gab Glänz ebenfalls mehrere Skizzen ab, nachdem er durch seinen Förderer Ferdinand Benedikt von Reinach-Werth (1769–1841) dazu ermutigt worden war. Die Kommission legte alle Bewerbungen dem Architekten Georg Moller zur Begutachtung vor. Moller zeichnete die Entwürfe von Glänz vor allen andern aus und befürwortete sie auf das Dringendste. Die Bauleiter hielten Glänz für ungeeignet, da er nur ein einfacher Schreiner war. Der erwähnte Förderer ermunterte Glänz, ein kleines Modell eines solchen Altares für das Frauenchörle zu schnitzen. Glänz ging auf diesen Vorschlag ein, fertigte ein kleines Vorbild und überreichte es im Jahr 1820 der noch immer zögernden Bauhütte mit der Bitte, dieses Werk in der Schatzkammer des Münsters zu bewahren.
Obwohl das Modell die Verantwortlichen nicht überzeugen konnte, war es am Ende doch der Grund, warum Glänz den Auftrag erhielt: Bei einem Besuch des badischen Großherzogs Ludwig I. im Münster entdeckte dieser den Entwurf von Glänz, woraufhin dieser kurz darauf den Auftrag für die Altäre im Münster.
Für das Freiburger Münster schuf er in der Folge, teilweise mit seinem Sohn Franz Glänz, nun zahlreiche Werke:
- 1821 „Renovierung“ und partielle Neuschöpfung des Annenaltars[7]
- 1821/23 „Renovierung“ und partielle Neuschöpfung des Dreikönigsaltars mit Figuren von Hans Wydyz[8]
- 1821 (Auftrag)/1827 (Aufstellung) Retabel des Josephsaltars für das nördliche Seitenschiff, die Apostelfiguren schnitze Joseph Maier, die Figuren des Hl. Joseph zwischen Abraham und David Joseph Endres (1844)[9]
- 1826/27 Marienaltar für das südliche Seitenschiff (1891 durch einen neuen Altar ersetzt)
- 1827/28 Chorgestühl, die Figuren schnitze Franz Xaver Hauser (um 1960 abgebrochen)
- 1829 Maßwerk-Galerie über dem inneren Hauptportal (nicht erhalten)
- 1829 Renovierung des Altars in der Locherer-Kapelle
- 1830 Entwurf, 1831–33 Ausführung eines neuen Retabels mit Unterbau und Gesprenge für den Hochaltar von Hans Baldung Grien[10]
- 1834 Umarbeitung des ursprünglichen Altars der Schnewlin-Kapelle zu zwei Altären für die Chorkapellen (nach 1945 wieder zusammengesetzt)[11]
- 1839 Kreuzaltar (1940 abgebrochen und zerstört)

Hinzu kamen zahlreiche kleinere Holzschnitzwerke, wie etwa 1838–40 Beichtstühle (1956–59 zerstört) für das Münster. Um 1827 wurde er neben seiner Tätigkeit als Kunstschreiner als Nachfolger von Johann Georg Riescher (1759–1827) zum Werkmeister und Leiter der Münsterbauhütte ernannt.
1838 führte er mit seinem Sohn im Auftrag von Großherzog Leopold von Baden die Renovierung des Hochaltars des Meisters H.L. im Breisacher Münster durch.
Nachdem dem Tod von Joseph Glänz führte sein Sohn Franz Sales Glänz (1810–1855) seine Werkstatt weiter.